# اعتماد به اولین استفاده
اعتماد به اولین استفاده (انگلیسی: Trust on first use) یک اصالت‌سنجی است که توسط نرم‌افزارهای سرویس‌گیرنده برای برقراری ارتباطی امن با یک سرور ناشناخته یا فاقد اعتماد قبلی استفاده می‌شود. در این مدل سرویس‌گیرنده شناسهٔ نقطهٔ نهایی را در پایگاه داده‌های اعتماد محلی خود بیابد. این شناسه معمولاً کلید امضای دیجیتال یا اثرانگشت کلید عمومی آن کلید خواهد بود. اگر شناسه‌ای برای آن نقطهٔ پایانی پیدا نشود، نرم‌افزار سرویس‌گیرنده یا از کاربر تأیید شناسهٔ ادعا شده دارای اصالت است را درخواست می‌کند، یا بررسی دستی در پروتوکل ناممکن باشد، نرم‌افزار سرویس‌گیرنده به شناسهٔ داده شده اعتماد کرده و در پایگاه داده‌های خود آن را ذخیره می‌کند. اگر در یک اتصال متعاقب یک شناسهٔ متفاوت از نقطهٔ پایانی مقابل، نرم‌افزار سرویس‌گیرنده غیر قابل اعتماد در نظر خواهد گرفت.